# دوغلاس لي (مصمم رقص)
دوغلاس لي (بالإنجليزية: Douglas Lee)‏ هو مصمم رقص بريطاني، ولد في 4 مارس 1977 في لندن الكبرى في المملكة المتحدة.